# 積分滑動模式控制
積分滑動模式控制（integral sliding mode control）簡稱ISMC，是1996年由V. Utkin和J. Shi提出，根據滑動模式控制調整後的控制方式，屬於自動控制理論中的非線性控制。
滑動模式控制的原理是將動態系統的狀態空間分為幾個不同的區域，先讓系統的狀態移動到各區域之間的邊界（滑動曲面），之後再讓系統狀態沿著滑動曲面回到原點（滑動模式），以此方式來控制系統狀態。
在積分滑動模式控制中，系統的軌跡永遠會從滑動曲面上開始，因此沒有傳統滑動模式會有的到達相（reaching phase）問題，在整個狀態空間也會有較佳的強健性。而積分滑動模式時，狀態維度和狀態空間的維度相同（例如狀態空間二維，積分滑動模式也是二維），不像傳統的滑動模式下，滑動模式時系統維度和狀態空間下的維度不同的情形。

## 控制架構
針對系統
{\displaystyle {\overset {\cdot }{x}}=f(x)+B(x)(u+h(x,t)),x\in R^{n},u\in R^{m},rankB=m}, {\displaystyle h(x,t)} 是有界的不確定量。
Mathews和DeCarlo建議可以選擇以下的積分滑動表面
{\displaystyle \sigma (t)=Gx(t)-Gx(0)-\int _{0}^{t}[GBu_{0}(\tau )+Gf(x(\tau ))]d\tau }
此情形下存在不連續的滑動模式控制器可以補償不確定量{\displaystyle h(x,t)}。
Utkin和Shi指出，若可以確保
{\displaystyle \sigma (0)=0}，就不會有到達相（reaching phase，指系統狀態進到滑動曲面前的階段）。